# أكوام القش (سلسلة مونيه)

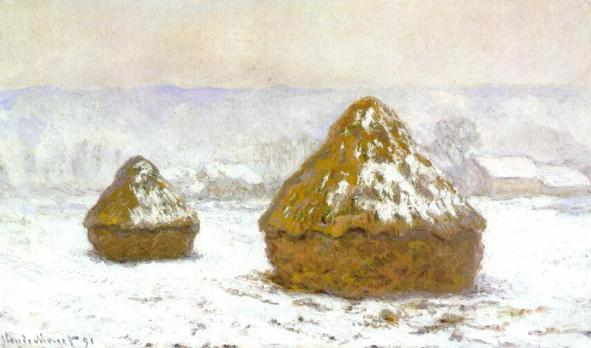
أكوام القش، تأثير الجليد، 1890، المعرض القومي في اسكتلندا.

أكوام القش هو العنوان الإنجليزي الشَائع لسلسلة من اللوحات الانطباعية للفنان الفرنسيّ كلود مونيه. الموضوع الرئيسي لكل لوحة في هذه السلسلة هو أكوام الحصاد (ربما الشعير أو الشوفان). يشير العنوان في المقام الأول إلى سلسلة مؤلفة من 25 لوحة، والتي بدأ مونيه بها قرب نهاية صيف عام 1890 وانتهى منها مع بداية الربيع التالي. تشتهر السلسلة بطريقة تكرار مونيه لنفس الفكرة بغرض إظهار الاختلافات في الأضواء والأجواء خلال أوقات مختلفة من اليوم، وعبر فصول السنة وأنواع الطقس العديدة.
تُعتبر هذه السلسلة من أعمال مونيه الأكثر شهرةً، ويُقام أكبر المعارض لها في متحف أورسيه في باريس والمعهد الفني في شيكاغو (وهو يضم ست لوحات من أصل 25 لهذه المجموعة) ومتحف الفنون الجميلة في بوسطن ومتحف المتروبوليتان للفنون ومتحف الفن الحديث في نيويورك والمتحف الوطني للفنون الغربية في اليابان.
من المتاحف الأخرى التي احتفظت بأجزاء من هذه السلسلة: غيتي سينتر في لوس أنجلوس ومتحف هيل ستيد في فارمنغتون (كونيتيكت) والمعرض الوطني الإسكتلندي ومعهد مينيابوليس للفنون وكونست هاوس تسوريش في سويسرا ومتحف شلبورن في فيرمونت.

## خلفية مونيه
استقر مونيه في مدينة جيفرني في عام 1883. وكانت معظم لوحاته من عام 1883 وحتى وفاته بعد 40 عامًا هي عبارة عن مشاهد تبعد 3 كيلومترات (2 ميل) عن منزله. كان مونيه مُدركًا تمامًا ومسحورًا بالفروق البصريّة للمشاهد الطبيعية في المنطقة والتغيرات اللّانهائية خلال الفصول.
استطاع مونيه في السابق أن يرسم نفس الموضوع في عدة حالات مختلفة. على أية حال، نظرًا لنضوجه كرسّام، فإن رسمه للتأثيرات الجوية كان يُركز بشكلٍ متزايدٍ على تناسق الألوان العام. لاحظ الكُتّاب المعاصرون وأصدقاء الفنان أن مواضيع مونيه كانت دائمًا مُنتقاة بعناية، وهي نتاج لفكرٍ وتحليلٍ دقيق.

## خلفية السلسلة
يشار عادةً إلى الأكوام الظاهرة في السلسلة باللغة الإنجليزية باسم أكوام القش أو القمح أو الحبوب. إذ تُخزّن حزم الحبوب لصنع الخبز في المقام الأول، ويُعتبر القمح (أو ربما الشعير أو الشوفان) أطعمةً حيوانية. كانت الأكوام التي يتراوح طولها بين 10 و20 قدمًا (3.0 إلى 6.1 مترًا) وسيلة للحفاظ على جفاف الحزم المُخزّنة. كانت الطريقة المحلية لتخزين وتجفيف الحبوب هي استخدام القش، أو التبن في بعض الأحيان، لتشكيل سقوف تحمي القمح أو الشعير أو الشوفان من العناصر الخارجية حتى الانتهاء من فترة التجفيف. أصبح تخزين وتجفيف أكوام الحبوب بهذه الطريقة أمرًا شائعًا في جميع أنحاء أوروبا في القرن التاسع عشر وبقيت تُستخدم حتى بداية ظهور الحصّادات (الدرّاسات). وبما أن أشكال تلك الأكوام في منطقة نورماندي كانت تابعة للإقليم الموجودة فيه، فكان من الشائع أن يكون شكلها مستديرًا في مدينة جيفيرني مع «أسقف من القش» شديدة الانحدار، تمامًا كما رسمها مونيه.
كانت الأكوام تخص جار مزرعة مونيه، مسيو كيرويل. لاحظ مونيه الطريقة التي يتغير بها الضوء على تلك الأكوام وطلب من ابنته، بلانش هوشيه، أن تحضر له قماشتين للرسم، إحداهما تظهر طقسًا مُشمِسًا والأخرى تظهر طقسًا ملبدًا بالغيوم. لكن سرعان ما وجد مونيه أنه لا يستطيع التقاط تلك التغيرات ورسمها ضمن لوحتين فقط، ونتيجة لذلك، أحضرت له مساعدته أكبر عدد ممكن من اللوحات القماشية. فأصبح الروتين اليومي لمونيه ينطوي على نقل الطلاء ومَسند لوحاته والعديد من اللوحات غير المكتملة إلى داخل وخارج منزله. على الرغم من أنه بدأ برسم أكوام القش في الهواء الطلق، إلا أن مونيه راجع انطباعاته الأولية ضمن الاستوديو الخاص به، وذلك لخلق التباين والحفاظ على التناغم داخل السلسلة.
بدأ مفهوم إنتاج وعرض سلسلة من اللوحات المتعلقة بموضوع وموقع معين بالنسبة لمونيه في عام 1889، وذلك برسمه عشر لوحات على الأقل في وادي كرزو، عُرضت هذه اللوحات لاحقًا في المتحف الفني لجورج بيتي. ثمّ استمرّ اهتمامه برسم سلاسل الفنون البصرية حتى نهاية حياته.

## قضايا موضوعية

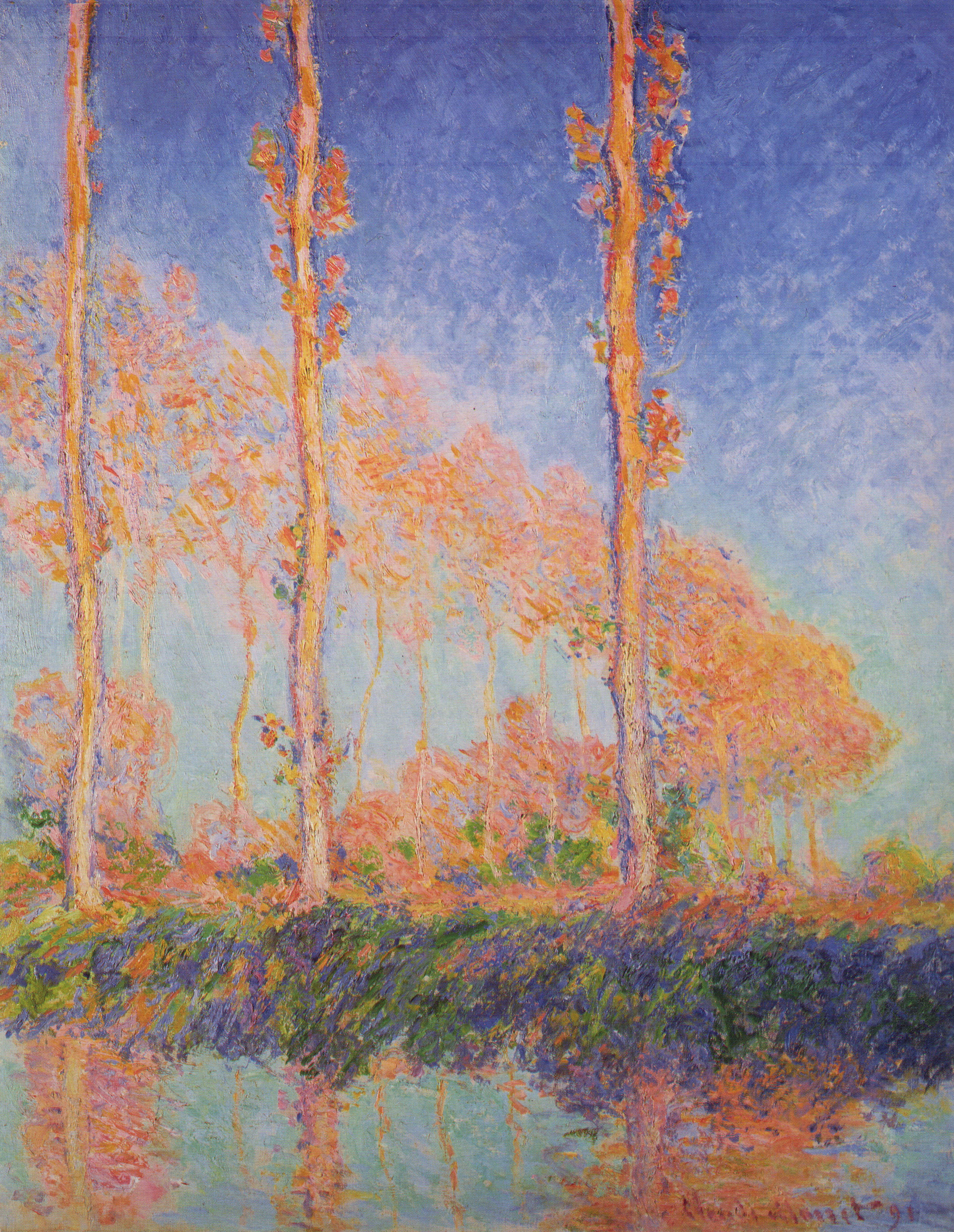
كلود مونيه - أشجار الحور، فيلادلفيا

بدأت أولى اللوحات من هذه السلسلة في أواخر سبتمبر أو أوائل أكتوبر من عام 1890، واستمر في العمل على هذه اللوحات لمدة سبعة أشهر تقريبًا. جعلت هذه اللوحات من مونيه الرسام الأوّل الذي ينجز هذه الكمية الكبيرة من اللوحات لنفس الموضوع مع الاختلاف في الضوء والطقس والجو والمنظور. ركز مونيه ابتداءً من الثمانينيات والتسعينيات من القرن التاسع عشر، على أكوام القش والعديد من المواضيع الأخرى (إذ رسم سلاسل أخرى حول الصباح على نهر السين، أشجار الحور، وكاتدرائية روان، ومجلس البرلمان، والزنابق المائية، وغيرها). كان يستيقظ مونيه قبل الفجر ليبدأ في أبكر وقت ممكن من اليوم بهدف العمل على تلك اللوحات في وقت واحد تقريبًا.
«من أجل سلسلته الصباح الباكر على نهر السين، اختار الطلاء بما يتناسب مع فترة ما قبل الفجر، مما جعله موضوعًا أسهل وأبسط من المعتاد، بسبب عدم تغير التأثيرات بسرعة كبيرة في هذا الوقت من اليوم؛ ومع ذلك، فقد كان مُجبرًا على الاستيقاظ في الساعة 3:30 صباحًا».
مع تقدم الصباح وتغيرات الضوء، كان يغيّر أقمشة اللوحات بشكل متعاقب، وأحيانًا كان يعمل على عشرة أو اثني عشر لوحة يوميًا، وكل لوحة تصوّر جانبًا مختلفًا من الضوء. وكرر هذه العملية على مدار أيام وأسابيع وربما أشهر، وذلك اعتمادًا على الطقس وتقدمه في اللوحات حتى ينتهي منها تمامًا. ومع تغير الفصول، تتجدد العملية.
تبقى بعض تأثيرات الضوء لبضع دقائق فقط، وبالتالي تُوثِّق اللوحات هذه المشاهد العابرة. ومما يزيد الأمور تعقيدًا، أن ضوء شروق الشمس، على سبيل المثال، يمكن أن يتغير إلى حد كبير ويتطلب عدة لوحات منفصلة داخل السلسلة. حقّقت سلسلة أكوام القش نجاحًا ماليًا كبيرًا. عُرِض خمسة عشر منها من قبل بول دوراند رويل في مايو من عام 1891، وبيعت اللوحات في غضون أيام. حظيَ المعرض بشعبية كبيرة، ووصف أوكتاف ميربو سلسلة مونيه الجريئة بأنها تمثل «ما يكمن وراء التقدم نفسه». يصفها آخرون بأنها «ملامح من المناظر الطبيعية»، فقد صوّرت الريف على أنه الملاذ من المشاكل اليومية ومكان للاطمئنان والراحة. وبيعت معظم اللوحات على الفور بمبلغ وصل إلى 1000 فرنك. بالإضافة إلى ذلك، بدأت أسعارلوحات مونيه بالارتفاع بشكل كبير. فأصبح قادرًا على شراء المنزل والأراضي في جيفرني والبدء في بناء بركة من زنابق الماء. تمكن مونيه أخيرًا من الاستمتاع بنجاحه بعد سنواتٍ من الحياة البسيطة.
تأثر العديد من الرسامين البارزين بهذه السلسلة بالذات، وكتب فاسيلي كاندينسكي في مذكراته ما يشير إلى السلسلة بقوله: «ما أصبح واضحًا فجأة بالنسبة لي هو التأثير غير المتوقع للوحة، والتي لم أكن أفهمها من قبل وتجاوزت أكثر أحلامي جموحًا».
توضح السلسلة دراسته المكثفة للضوء والظروف الجوية، وكان مونيه يصل إلى الكمال في أدائه. ودمَّر أكثر من سلسلة من اللوحات عندما وجد أنها ناقصة. لكن لحسن الحظ نجت هذه السلسلة من نقده الذاتيّ القاسي ومن تدميره.

## سلسلة 1890-1891
في 14 مايو من عام 2019، جرت عملية مبادلة خاصة لأحد أعمال هذه السلسلة بقيمة 110.7 مليون دولار، ليصبح عمل مونيه أول عمل انطباعيّ يتخطى 100 مليون دولار.

## معرض صور

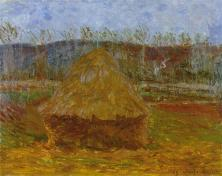
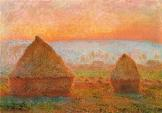